# Junki Mawatari
Junki Mawatari (馬渡 隼暉 Mawatari Junki?), född 3 oktober 1996 i Toyama prefektur, är en japansk fotbollsspelare.
Mawatari började sin karriär 2015 i Kataller Toyama. 2017 blev han utlånad till Amitie SC Kyoto (Ococias Kyoto AC). Han gick tillbaka till Kataller Toyama 2019.